# Universidad La Salle Laguna
La Universidad La Salle Laguna es una universidad privada ubicada en Gómez Palacio, Durango, México, fundada en 1973.Pertenece al Instituto de los Hermanos de las Escuelas Cristianas, mejor conocidos como los Hermanos de LaSalle.

## Historia

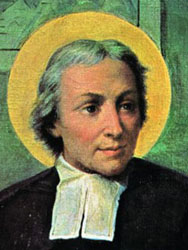
San Juan Bautista de La Salle. F.S.C.

En la ciudad de Reims, Francia un San Juan Bautista de La Salle inició la congregación de los Hermanos de las Escuelas Cristianas.
De La Salle funda la primera escuela lasallista en el año de 1680 y desde esta fecha hasta 2024 el modelo educativo lasallista se ha esparcido por todo el mundo.
Actualmente, La Salle está presente en 82 países de 5 continentes, con obras educativas diversas, colegios, escuelas, normales, universidades, reformatorios y casas hogar.
En México se cuenta con 15 universidades lasallistas, presentes en 15 estados de la República Mexicana, las cuales forman La Red de Universidades La Salle en México. 
La primera Universidad privada de la región se fundó en 1973 con el nombre de Instituto Superior de Ciencia y Tecnología, Asociación Civil (ISCYTAC). En 1993 se unió a la comunidad lasallista bajo el nombre ISCYTAC - LA SALLE que después cambiaría a Universidad La Salle Laguna en el 2001.

## Instituciones Lasallistas
En la actualidad hay 4 instituciones Lasallistas en la Comarca lagunera:
- Universidad La Salle Laguna
- Preparatoria La Salle Torreón
- Instituto Francés La Salle[8]
- Instituto Francés de La Laguna[9]

## Rectores
- 1974 - 1981: Lic. Héctor Cepeda Guerra
- 1981 - 1987: Lic. Ramón Ma. Nava González
- 1987 - 1996: Ing. Augusto Harry De la Peña
- 1996 - 2005: M.C Manuel de Jesús Padilla Muñoz f.s.c.
- 2005 - 2011: Dr. Felipe Pérez Gavilán Torres f.s.c.
- 2011 - 2022: Lic. Luis Arturo Dávila de León f.s.c.
- 2022 - actual C.P. Juan Roberto López González f.s.c.[10]

## Parque de Innovación

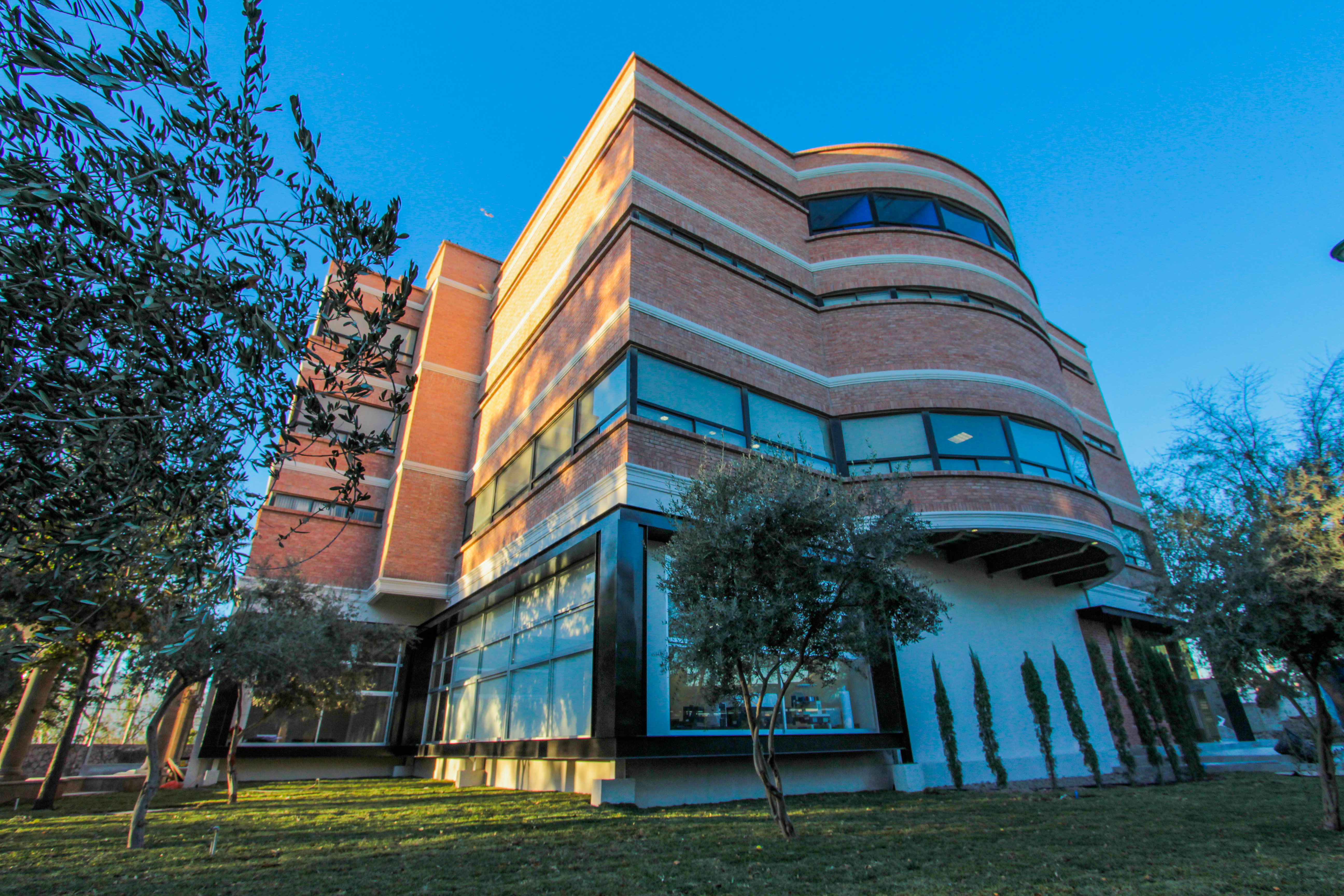
Edificio donde se ubica el Parque de Innovación

En 2017 se inauguró el Parque de Innovación como una extensión de la Universidad La Salle Laguna, con el fin de generar convocatorias para proyectos sociales e innovadores. 
Cuenta con un Buró de Servicios Gráficos y Prototipos, una sala de impresión 3D, un Observatorio de Tendencias Digitales, una Zona de Proyectos de Emprendimiento y un Taller de Alta Ingeniería.
En 2017 a causa del Terremoto de Chiapas de 2017  se llevó a cabo el programa "YoDiseñoXMéxico" en el que se realizaron muebles que se ensamblaban con la finalidad de ayudar con la recuperación de los hogares afectados del estado de Oaxaca por el sismo.
Se realizaron 50 juegos de comedor y sillas, que se enviaron a través de la Universidad La Salle Oaxaca 
Durante la Pandemia de enfermedad por coronavirus de 2020 en México se produjeron caretas para personal médico de la ciudad de Gómez Palacio.

## Oferta educativa
Cuenta con 19 licenciaturas y 13 posgrados

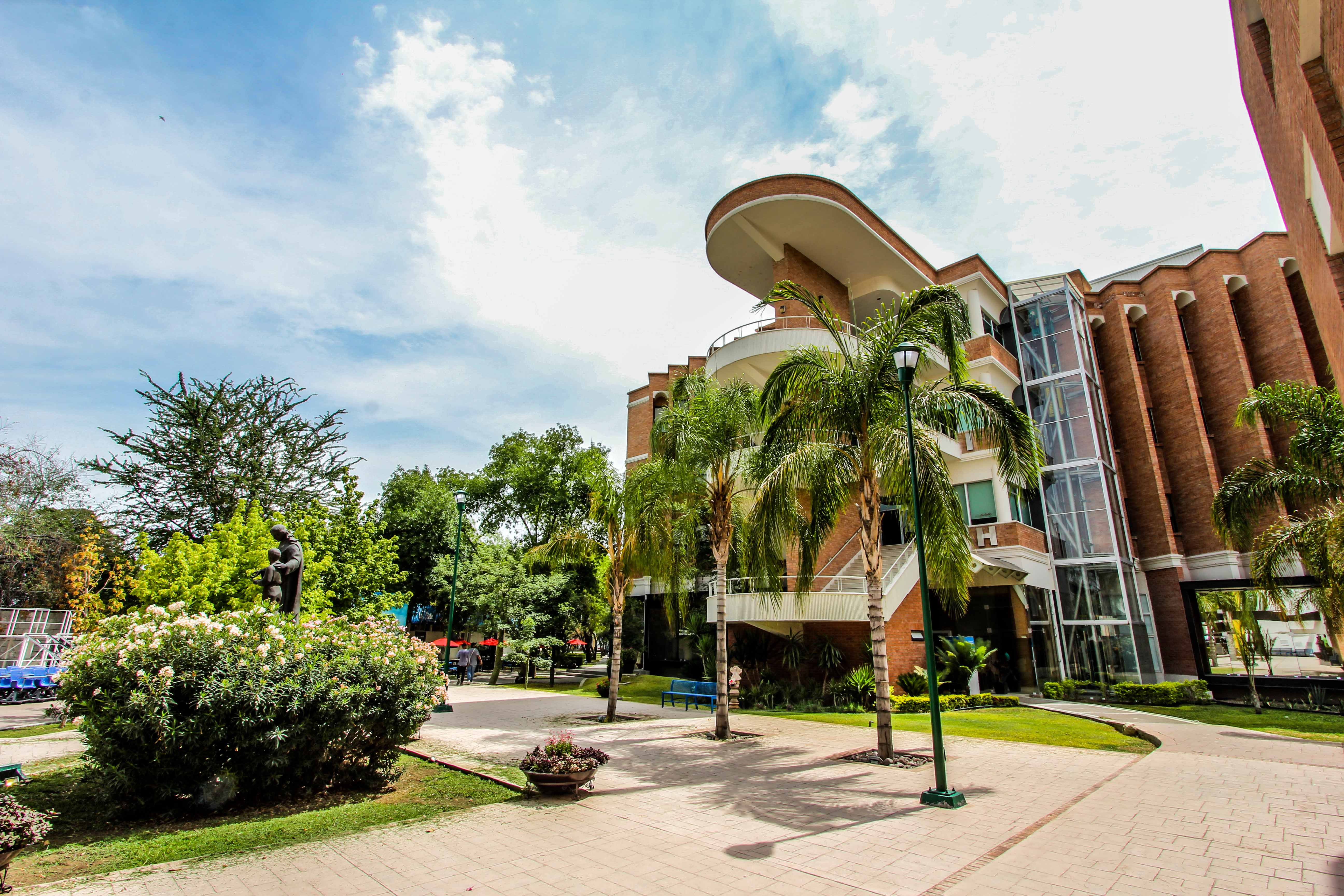

### Carreras
- Administración y Gestión de negocios[18]
- Arquitectura
- Ciencias de la Comunicación
- Comercio Internacional
- Contaduría Pública y Finanzas
- Derecho[19]
- Diseño Multimedia [20]
- Diseño Industrial
- Fisioterapia y Rehabilitación
- Gastronomía
- Gestión Artística y Cultural [21]
- Idiomas y Relaciones Públicas
- Ingeniería Civil
- Ingeniería Electromédica[22][23]
- Ingenieria Industrial [24]
- Ingeniería en Minas[25][26]
- Ingeniería Mecatrónica
- Mercadotecnia[27]
- Psicología[28]

### Maestrías
- Maestría en Calidad
- Maestría en Comunicación Organizacional
- Maestría en Dirección y Gestión de Proyectos de Construcción
- Maestría en Diseño Arquitectónico
- Maestría en Diseño Estructural
- Maestría en Diseño Gráfico
- Maestría en Ingeniería Administrativa y Calidad
- Maestría en Ingeniería Económica y Financiera
- Maestría en Innovación Educativa
- Maestría en Psicoterapia Dinámica Infantil y Adolescente
- Maestría en Sustentabilidad y Responsabilidad Social Empresarial
- Maestría en Administración de Instituciones de Salud
- Maestría en Marketing Digital[29]

## Grupos estudiantiles
- Indivisa Manent
- VOX La Salle Laguna
- ANEIC La Salle Laguna
- SER La Salle Laguna
- IMEF Universitario
- Capítulo COPARMEX La Salle Laguna
- GIVE ME 5 La Salle Laguna
- EcoMakers